# Jamblan
Jean Marie Blanvillain, dit Jamblan, est un chansonnier et parolier français né le 3 mai 1900 à Bressuire et mort le 19 janvier 1989 à Paris 14e.

## Biographie
Jamblan a notamment signé les textes de chansons pour Jean Sablon, Berthe Sylva, Suzy Solidor, Léo Ferré, Patachou et Jean Ferrat. Sa chanson Ma Mie (1934), qui a été mise en musique par Henri Herpin, a été adaptée en anglais sous le titre (All of a Sudden) My Heart Sings par Harold Rome, et a notamment été reprise par Duke Ellington, Sarah Vaughan et Paul Anka. À la suite du succès de cette version américaine, Jamblan en écrit une deuxièmee version en français, En écoutant mon cœur chanter, qui sera notamment chantée par Charles Trenet.
Mort le 19 janvier 1989 dans le 14e arrondissement de Paris, il est inhumé dans sa ville natale.

## Hommages
Le 3 mai 2014, Bressuire lui rend hommage en inaugurant la rue Jamblan et une plaque devant sa maison natale, en présence de sa fille, la réalisatrice Sophie Blanvillain.